# Аделанто
Аделанто (англ. Adelanto) — місто (англ. city) в США, в окрузі Сан-Бернардіно штату Каліфорнія. Населення — 38 046 осіб (2020).

## Географія
Аделанто розташоване в пустелі Мохаве за координатами 34°35′10″ пн. ш. 117°26′34″ зх. д. / 34.58611° пн. ш. 117.44278° зх. д. (34.585975, -117.442863).  За даними Бюро перепису населення США в 2010 році місто мало площу 145,11 км², з яких 145,06 км² — суходіл та 0,05 км² — водойми. В 2017 році площа становила 137,27 км², з яких 137,22 км² — суходіл та 0,05 км² — водойми.
Орієнтовна висота: 884 м.

## Демографія
Згідно з переписом 2010 року, у місті мешкало 31 765 осіб у 7809 домогосподарствах у складі 6579 родин. Густота населення становила 219 осіб/км².  Було 9086 помешкань (63/км²).
Расовий склад населення:
| - 43,8 % — білих - 20,5 % — чорних або афроамериканців - 1,9 % — азіатів - 1,3 % — корінних американців - 0,6 % — вихідців з тихоокеанських островів - 26,2 % — осіб інших рас |

До двох чи більше рас належало 5,6 %. Частка іспаномовних становила 58,3 % від усіх жителів.
За віковим діапазоном населення розподілялося таким чином: 37,2 % — особи молодші 18 років, 58,4 % — особи у віці 18—64 років, 4,4 % — особи у віці 65 років та старші. Медіана віку мешканця становила 25,3 року. На 100 осіб жіночої статі у місті припадало 105,6 чоловіків;  на 100 жінок у віці від 18 років та старших — 106,6 чоловіків також старших 18 років.
Середній дохід на одне домашнє господарство  становив 39 805 доларів США (медіана — 33 298), а середній дохід на одну сім'ю — 37 624 долари (медіана — 32 357). Медіана доходів становила 39 125 доларів для чоловіків та 27 292 долари для жінок. За межею бідності перебувало 40,3 % осіб, у тому числі 51,1 % дітей у віці до 18 років та 22,6 % осіб у віці 65 років та старших.
Цивільне працевлаштоване населення становило 7505 осіб. Основні галузі зайнятості: освіта, охорона здоров'я та соціальна допомога — 20,6 %, роздрібна торгівля — 17,1 %, виробництво — 13,7 %.